# RSPO3
RSPO3 (англ. R-spondin 3) – білок, який кодується однойменним геном, розташованим у людей на короткому плечі 6-ї хромосоми. Довжина поліпептидного ланцюга білка становить 272 амінокислот, а молекулярна маса — 30 929.
| 10         |  | 20         |  | 30         |  | 40         |  | 50         |
| ---------- |  | ---------- |  | ---------- |  | ---------- |  | ---------- |
| MHLRLISWLF |  | IILNFMEYIG |  | SQNASRGRRQ |  | RRMHPNVSQG |  | CQGGCATCSD |
| YNGCLSCKPR |  | LFFALERIGM |  | KQIGVCLSSC |  | PSGYYGTRYP |  | DINKCTKCKA |
| DCDTCFNKNF |  | CTKCKSGFYL |  | HLGKCLDNCP |  | EGLEANNHTM |  | ECVSIVHCEV |
| SEWNPWSPCT |  | KKGKTCGFKR |  | GTETRVREII |  | QHPSAKGNLC |  | PPTNETRKCT |
| VQRKKCQKGE |  | RGKKGRERKR |  | KKPNKGESKE |  | AIPDSKSLES |  | SKEIPEQREN |
| KQQQKKRKVQ |  | DKQKSVSVST |  | VH         |  |            |  |            |

A: Аланін

C: Цистеїн

D: Аспарагінова кислота

E: Глутамінова кислота

F: Фенілаланін

G: Гліцин

H: Гістидин

I: Ізолейцин

K: Лізин

L: Лейцин

M: Метіонін

N: Аспарагін

P: Пролін

Q: Глутамін

R: Аргінін

S: Серин

T: Треонін

V: Валін

W: Триптофан

Задіяний у таких біологічних процесах, як сигнальний шлях Wnt, альтернативний сплайсинг. 
Білок має сайт для зв'язування з молекулою гепарину. 
Секретований назовні.